# Onychothemis
Onychothemis is een geslacht van libellen (Odonata) uit de familie van de korenbouten (Libellulidae).

## Soorten
Onychothemis omvat 6 soorten:
- Onychothemis abnormis Brauer, 1868
- Onychothemis celebensis Ris, 1912
- Onychothemis coccinea Lieftinck, 1953
- Onychothemis culminicola Förster, 1904
- Onychothemis testacea Laidlaw, 1902
- Onychothemis tonkinensis Martin, 1904